# 2087
Cette page concerne l'année 2087  du calendrier grégorien.
L'année 2087 est une année commune qui commence un mercredi.
C'est la 2087e année de notre ère, la 87e année du IIIe millénaire et du XXIe siècle et la 8e année de la décennie 2080-2089.

## Autres calendriers
- Calendrier hébraïque : 5847 / 5848
- Calendrier indien : 2008 / 2009
- Calendrier musulman : 1507 / 1508
- Calendrier persan : 1465 / 1466